# Carlos Queiroz
Carlos Manuel Brito Leal Queiroz ComIH (pronunție în portugheză [ˈkaɾluʃ kɐjˈɾɔʃ]; n. 1 martie 1953, Nampula, Africa Orientală Portugheză) este un fotbalist portughez retras din activitate, care a jucat pe post de portar. După încheierea carierei, a devenit antrenor, și a antrenat, printre altele, Echipa națională de fotbal a Iranului, Echipa națională de fotbal a Portugaliei și Portugalia U20⁠(d).
În trecut el a mai activat ca antrenor principal la echipe titrate ca Real Madrid și echipa națională de fotbal a Portugaliei. În două rânduri a fost secundul lui Alex Ferguson la clubul englez Manchester United. La 8 septembrie 2021, Carlos Queiroz a fost numit antrenor în Egipt.

## Palmares

### Ca antrenor principal
Portugalia Tineret
- Campionatul Mondial de Fotbal U-20 (2): 1989, 1991
- Campionatul European de Fotbal U-16 (1): 1989

Sporting CP
- Taça de Portugal (1): 1994–95
- Supertaça Cândido de Oliveira (1): 1995

Real Madrid
- Supercopa de España (1): 2003

## Statistici antrenorat
| Echipa                | Țara                       | Început          | Sfârșit          | Record | Record | Record | Record | Record | Record | Record | Record |
| Echipa                | Țara                       | Început          | Sfârșit          | Played | W      | D      | L      | GF     | GA     | +/-    | Win %  |
| --------------------- | -------------------------- | ---------------- | ---------------- | ------ | ------ | ------ | ------ | ------ | ------ | ------ | ------ |
| Portugalia            | Portugalia                 | 4 September 1991 | 17 November 1993 | 23     | 10     | 8      | 5      | 28     | 14     | +14    | 43,48  |
| Sporting CP           | Portugalia                 | 1 June 1994      | 1 June 1996      | 68     | 45     | 17     | 6      | 128    | 51     | +77    | 66,18  |
| NY/NJ MetroStars      | Statele Unite ale Americii | 18 July 1996     | 19 November 1996 | 24     | 12     | 0      | 12     | 32     | 34     | −2     | 50     |
| Nagoya Grampus        | Japonia                    | 21 November 1996 | 7 May 1997       | 6      | 2      | 0      | 4      | 6      | 9      | −3     | 33,33  |
| Emiratele Arabe Unite | Emiratele Arabe Unite      | 19 January 1998  | 18 January 1999  | 16     | 8      | 2      | 6      | 28     | 26     | +2     | 50     |
| Africa de Sud         | Africa de Sud              | 7 October 2000   | 30 March 2002    | 24     | 10     | 8      | 6      | 24     | 19     | +5     | 41,67  |
| Real Madrid           | Spania                     | 25 June 2003     | 31 May 2004      | 38     | 21     | 7      | 10     | 72     | 54     | +18    | 55,26  |
| Portugalia            | Portugalia                 | 11 July 2008     | 9 September 2010 | 27     | 15     | 9      | 3      | 49     | 18     | +31    | 55,56  |
| Iran                  | Iran                       | 4 April 2011     | Prezent          | 32     | 18     | 10     | 4      | 66     | 20     | +46    | 56,25  |
| Total                 | Total                      | Total            | Total            | 258    | 141    | 61     | 56     | 433    | 245    | +188   | 54,65  |

La 19 November 2013..